# Теляшев, Эльшад Гумерович
Теляшев Эльшад Гумерович  (род. 21 ноября 1956, Уфа) — российский нефтяник. Доктор технических наук (1992), доцент (2007), профессор УГНТУ (2008), Почётный нефтехимик Минтопэнерго РФ (2001), Почётный профессор Атырауского института нефти и газа (2003), Заслуженный деятель науки РБ (2006), член-корреспондент АН РБ (2009), Заслуженный деятель науки РФ (2014).

## Биография
Теляшев Эльшад Гумерович родился 21 ноября 1956 года в Уфе. Семья из 7 человек жила в Уфе в коммунальной квартире в районе Черниковка.
Родители: отец Гумер Гарифович (1935 г.р.) — Герой Социалистического Труда, мать Фавида Гумеровна. Оба родом из Давлекановского района, окончили Уфимский нефтяной институт, работали на нефтеперерабатывающих заводах Уфы. города. Братья — Раис и Раушан.
Эльшад Гумерович окончил уфимскую школу № 62, в 1979 году — (УГНТУ) Уфимский государственный нефтяной технический университет по специальности «Химическая технология переработки нефти и газа». Учась в институте каждое лето работал в студенческих строительных отрядах: бойцом, комиссаром, командиром отряда, командиром интернационального лагеря. Занимался туризмом, спортом и комсомольской работой. Руководил клубом самодеятельной песни нефтяного института.
Место работы: 1979—1980 — инженер кафедры «Органическая химия»; 1980—1983 — аспирант, младший научный сотрудник кафедры «Физическая и органическая химия»; 1983—1993 — старший научный сотрудник, ведущий научный сотрудник кафедры «Физическая и органическая химия»; 1996—2000 и с 2004 — профессор кафедры «Технология нефти и газа»; с 1997 — заведующий межвузовской совместной учебно-научно-исследовательской лабораторией «Моделирование, оптимизация и управление технологическими процессами и оборудованием» АН РБ, БашГУ и УГНТУ; в ГУП «Институт нефтехимпереработки РБ» (ГУП ИНХП РБ):
1993—1997 — заведующий лабораторией «Оптимизация технологических процессов», зам. заведующего отделом «Фундаментальные исследования в области нефтепереработки и нефтехимии»; с 1997 года — по настоящее время — директор ГУП «Институт нефтехимпереработки Республики Башкортостан»;
1997—2004 — директор Уфимского опытного завода малотоннажных нефтехимических производств (УОЗ МНХП); 1997—2006 — генеральный директор научно-производственного объединения (НПО) «Нефтехимпереработка».
Преподавал в Башкирском государственном университете: с 1996 по 2000 годы — профессор кафедры «Механика сплошных сред»;
В УГАТУ: с 2003 года — зав. филиалом кафедры, профессор кафедры безопасности производства и промышленной экологии.
В 1983 году защитил кандидатскую диссертацию, в 1992 — докторскую.
Член экспертного Совета Правительства Республики Башкортостан, член рабочей группы по нефтепереработке Министерства энергетики России, зам. председателя совета по защитам докторских диссертаций Атыраусского института нефти и газа (г. Атырау, Республика Казахстан), член диссертационных советов УГНТУ.
В 2012 году Эльшад Теляшев назначен советником Президента Республики Башкортостан о вопросам нефтедобычи, нефтепереработки и нефтехимии.
Семья: супруга, Гузель Джаватовна Теляшева, работает доцентом на кафедре промышленной теплоэнергетики в Уфимском государственном нефтяном техническом университете, кандидат технических наук. Две дочери: Айгюль и Диляра.

## Труды
Теляшев Эльшад Гумерович — автор более 600 публикаций и около 150 патентов.

## Награды
- Почётный нефтехимик Минтопэнерго РФ (2001)
- Почётный профессор Атырауского института нефти и газа (2003)
- Почётное звание «Заслуженный деятель науки Республики Башкортостан» (2006)
- Заслуженный деятель науки Российской Федерации (2014)[3]